# Dominik Brun
Dominik Brun (* 21. August 1948 in Entlebuch) ist ein Schweizer Schriftsteller und Politiker.

## Leben
Dominik Brun besuchte das Gymnasium in Nuolen, an dem er seine Matura ablegte. Anschliessend studierte er Germanistik und Literaturwissenschaft an der Universität Bern. 1975 schloss er das Studium mit dem Lizenziatsgrad ab. Es folgten Auslandsaufenthalte und Lehrtätigkeiten in London, Wien und Montreal. Von 1977 bis 2010 war er Lehrer am Gymnasium in Engelberg. Zwischen 1998 und 2007 arbeitete er im Kantonsrat des Kantons Obwalden mit, 2006/07 war er Kantonratspräsident. Von 2014 bis 2019 war er Stiftungsratspräsident der Pro Senectute Obwalden. Brun lebt in Engelberg.
Dominik Brun ist Verfasser von erzählenden Werken, Gedichten, Dramen und Hörspielen; er schreibt teilweise in Schweizerdeutsch.
Dominik Brun ist Mitglied des Verbandes Autorinnen und Autoren der Schweiz und des Innerschweizer Schriftstellerinnen- und Schriftstellervereins, dessen Präsident er von 1985 bis 1997 war.

## Auszeichnungen
- 1978 Anerkennungspreis der Stadt Luzern
- 1979 Literaturförderungspreis von Luzern und Kanton Luzern
- 1981 Preis der Verleger beim Ingeborg-Bachmann-Wettbewerb in Klagenfurt
- 1998 Zentralschweizer Publikumspreis für Literatur[1][2]
- 2002 Londoner Werkjahr der Zuger Kulturstiftung Landis & Gyr
- 2010 Stipendium des Kulturministeriums Rheinland-Pfalz[3]

## Werke
Neben den hier aufgeführten Werken in Buchform hat Brun Gedichte, Kinder- und Jugendgeschichten und Kurzprosa in verschiedenen Journalen und Anthologien sowie Hörspiele fürs Radio publiziert.

### Theater-Aufführungen
- Puurechrieg (Bauernkrieg). Stück mit Dokumentation, aufgeführt von den Luzerner Spielleuten 1977. Buchdruckerei Schüpfheim AG 1978
- Auf dem linken Auge blind, aufgeführt am Stadttheater Luzern 1981
- Noldis Alpenrosen, aufgeführt von der Theatergesellschaft Sarnen 2009
- Nonnenszene, aufgeführt am Kollegitheater Engelberg 2020

### Prosawerke
- Notlandung im Entlebuch. Roman. Benziger, Zürich 1982
- Die Höhlenfrau. Roman. Benziger, Zürich 1987
- Die Garnspinnerin. Roman. Benziger, Zürich 1990
- Der fliegende Heuwender. Kindergeschichte. Schweizerisches Jugendschriftenwerk, «Für Lesetiger», Zürich 1991
- Die Nacht, da mein Vater starb. Erzählungen. Edition Magma, Brunner Verlag, Kriens 2003
- Ahnungslos. Roman. Edition Magma, Brunner Verlag, Kriens 2004
- Gegenzüge. Roman. Verlag Martin Wallimann, Alpnach 2012, ISBN 978-3-905969-16-0
- «Sehen Sie wirklich gar nichts?» Hansburkard Meier – Pianist, Seminarlehrer, blind. Edition Bücherlese, Hitzkirch 2016, ISBN 978-3-9524082-6-1